# 곤살로 데 베르세오

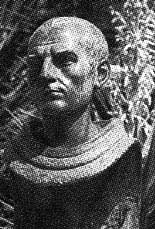
곤살로 데 베르세오

곤살로 데 베르세오 (Gonzalo de Berceo 1197년경 ~1264년)는 스페인 출신의 시인이었으며 라리오하 지방의 베르세오에서 태어났다. 그는 종교적 인물로서 추앙받으며 중세에 존재하던 시구 양식을 다수 내놓으며 명성을 얻었다. 이름이 알려진 최초의 스페인 시인으로 꼽힌다.
곤살로는 1220년대 초기 집사가 됐다고 기록돼 있으며 1237년부터 성직자가 됐다. 팔렌시아 일대에 있던 초기 대학교에서 수학한 것으로 추정된다.
그는 헌신적이고 신학적인 내용의 작품을 썼다. 지역적으로 추앙 받던 세 성인에 대한 작품을 남기는 한편 성찬 거행 시 성직자가 지켜야 할 사항에 대해서 적은 요약본을 시구로 적기도 했다. 불가사의한 현상이 예수의 재림 이전에 산 자와 죽은 자에게 나타날 것이라는 Los signos del juicio final (마지막 재판의 증거)라는 작품도 남겼다.